# Palthisomis diversa
Palthisomis diversa là một loài bướm đêm trong họ Noctuidae.